# Deckenfresko in der Pfarrkirche St. Jakobus Maior von Rötenbach
Das Deckenfresko in der Pfarrkirche St. Jakobus Maior ist ein 1944 entstandenes Fresko des Wangener Kirchenmalers August Braun in der römisch-katholischen Pfarrkirche von Rötenbach (Gemeinde Wolfegg, Landkreis Ravensburg). Auf der rechten Seite soll als Feind des Kreuzes ein stark verfremdeter Adolf Hitler mit Nickelbrille abgebildet sein. Weder der Maler noch der damalige Pfarrer haben jemals die Identifizierung dieser Person als Hitler bestätigt.

## Entstehung
Stifter des Bildes waren die Eheleute Friedrich und Anna Rösch aus Boschers bei Rötenbach, die das Fresko in Erinnerung an ihren am 26. Dezember 1942 im Zweiten Weltkrieg gefallenen einzigen Sohn Georg in Auftrag gaben. August Braun verbrachte 1944 einen Monat im Pfarrhaus von Rötenbach, beim damaligen Pfarrer Hagenmayer, zur Durchführung des Freskoauftrages der Stiftereheleute. August Braun erhielt für die Anfertigung des Freskos ein Honorar von 4000 Reichsmark.

## Ikonographie
Zentraler Mittelpunkt des Freskos ist ein auf einer Wolke thronendes Kreuz mit Corpus, über dem Gottvater und Heiliger Geist in der Gestalt einer Taube dargestellt sind. Umgeben wird das Kreuz von einer Vielzahl schwebender Putten und Engel. Das Bildprogramm steht unter dem Spruch aus dem ersten Brief des Paulus von Tarsus an die Gemeinde in Korinth:

„Denn das Wort vom Kreuz ist denen, die verloren gehen, Torheit; uns aber, die gerettet werden, ist es Gottes Kraft.“

Die kniende Bauernheilige Notburga, der Bekennerbischof Joannes Baptista Sproll und der Heilige Georg mit Lanze und Drachen befinden sich, von links nach rechts gesehen, vor einer stehenden Kleinfamilie mit Kleinkind. August Braun wählte den Heiligen Georg, der in dem Bild dem Kreuz am nächsten steht, aufgrund der Vornamensgleichheit mit dem gefallenen Sohn der Auftraggeber. Unter dieser Gruppe folgt eine weitere Gruppe von Frauen und Männern. Die Gute Beth, Elisabeth Achler, eine der letzten Mystikerinnen des Mittelalters, macht den Anfang, daneben stehen im Ordenskleid eine Barmherzige Schwester vom Heiligen Vinzenz von Paul, der Heilige Franziskus und die Heilige Theresia vom Kinde Jesu.
Der Apostel Paulus trägt das Antlitz des Künstlers August Braun. Auf gleicher Ebene finden wir den Nebenpatron der Pfarrkirche Papst Silvester I., den Evangelisten Johannes, Simon Petrus und Jakobus den Älteren, den Schutzpatron der Kirche.

### Die Feinde des Kreuzes
Die obere erste Gruppe auf der rechten Seite des Bildes bilden drei Männer und eine Frau. Die Kriegsgewinnler sind mit schwarzen Anzügen, Frack oder Abendkleid bekleidet und halten Champagnergläser in der Hand.
Unterhalb der Gruppe der Frackträger soll stark verfremdet mit schwarzer Nickelbrille und Zweifingerbart, die Arme verschränkt, auf die Seite der Heiligen blickend, Adolf Hitler dargestellt sein. Neben ihm steht Winston Churchill mit Zigarre. Mit dem Rücken zu Hitler und Churchill befindet sich ein Mann, der in eine Zeitung in hebräischer Schrift vertieft ist. Unterhalb der beiden sieht man zwei jüngere Männer mit Schiebermützen.
Ganz unten sind in einer biblischen Gruppe Judas Iskariot mit den 30 Silberlingen und weitere Personen um den Hohepriester Kajaphas dargestellt.
Gegen die Sicht, dass tatsächlich Hitler gemalt worden sei, gibt es allerdings eine Reihe von Einwänden. Sie reichen von dem Fehlen fast aller ikonografischen Merkmale (selbst das Oberlippen-Bärtchen entspricht nicht dem typischen bürstenartigen Quadratbärtchen Hitlers, der Scheitel ist auf der „falschen“ Seite usw.) über die geringe Wahrscheinlichkeit, dass Maler und Pfarrer – beide ansonsten politisch unauffällig – eine derartige Provokation gewagt hätten, bis hin zu dem Widerspruch mit der im Ganzen antijüdischen und NS-konformen Aussage des Gemäldeteils mit den Gegnern des Kreuzes (Kriegsgewinnler, „Judenpresse“, möglicherweise Churchill als Kriegsgegner, Bolschewiken, Juden etc.).

## Rezeption
In Artikeln im Rheinischen Merkur am 26. Juli 2007 und der Südwest Presse Ulm am 27. Juni 2007 sowie in einer Ausstrahlung des SWR am 27. Juni 2007 wurde das Deckenfresko besprochen und auf die Problematik der Darstellung Hitlers und Churchills auf der Seite der Feinde des Kreuzes hingewiesen. Der Kirchenführer spricht ganz unpolitisch von modernen Atheisten, Interesselosen und Genussmenschen und der Darstellung eines Balles. In der Broschüre über die Altarweihe am 19. März 2000 wird beschrieben, dass Hitler und Churchill zusammen mit abseits stehenden Wehrwirtschaftsführern als Feinde des Kreuzes auf der rechten Seite abgebildet sind.
Neben dieser Darstellung gibt es auch noch eine Reihe weiterer Darstellungen in der Kirchenmalerei, auf denen möglicherweise oder sicher Adolf Hitlers zu sehen ist, darunter:
- Die beiden Kapellen der Osttürme von St. Peter und Paul in Weil der Stadt bergen zwei Farbglasfenster, gestaltet 1940/41 vom Künstlerehepaar Josef Karl Huber und Hildegard Huber-Sasse. Bekannt ist das Fenster am Südturm, das Begebenheiten aus dem Leben Jesu wiedergibt. In der Szene der Versuchung Jesu trägt der Teufel unverkennbar die Züge Adolf Hitlers. Dieses Fenster ist ein Zeugnis kirchlichen Widerstandes des Künstlers und des damaligen Stadtpfarrers August Uhl gegen den Nationalsozialismus. Huber wurde danach zum Kriegsdienst eingezogen.
- In einem 1953 entstandenen Fenster von Albert Birkle im Chor der Grazer Stadtpfarrkirche sind Hitler und Mussolini unter den Geißlern und Verspottern Jesu Christi zu sehen.[4] Das Fenster sorgte dort 1955 für einen lokalen Skandal.